# Сьюэлл, Брюс
Брюс Сьюэлл (англ. Bruce Sewell) — американский адвокат, корпоративный юрист и бывший топ-менеджер: бывший старший вице-президент и главный юрисконсульт корпорации Apple Inc (2009—2017) и бывший генеральный юрисконсульт корпорации Intel (до 2009).

## Биография
В 1979 году Сьюэлл получил степень бакалавра наук в Университете Ланкастера (Великобритания), а в 1986 году степень доктора права в Университете Джорджа Вашингтона (США).
В 1986 году он был принят в качестве адвоката в Калифорнии и затем в Вашингтоне, а в 1987 году он также был допущен к практике в одном из апелляционных судов США.
Брюс Сьюэлл работал в таких компаниях как: Schnader, Harrison, Segal & Lewis.
Затем Сьюэлл работал в судебной фирме Brown & Bain P.C., где занимал пост партнера по урегулированию судебных процессов.
В 1995 году он присоединился к корпорации Intel в качестве старшего адвоката, назначенного адвоката различных бизнес-групп в таких областях, как антимонопольное соответствие, лицензирование и интеллектуальная собственность.
В 2001 году Сьюэлл был назначен вице-президентом и заместителем генерального адвоката, портфель судебных Управляющий компании Intel, а также обрабатываются корпоративных сделок, включая деятельность M & A.
Последние годы работы в корпорации Intel Сьюэлл занимал должность генерального юрисконсульта и был ответственным за руководство всех юридических, корпоративных дел компании Intel и корпоративных программ социальной ответственности, управление адвокатами и специалистами политики, расположенных в более чем в 30-ти странах мира.
В сентябре 2009 года Сьюэлл перешёл в корпорацию Apple.
И в конце 2009 года Брюс Сьюэлл занял должность главного юрисконсульта и старшего вице-президента компании Apple по правовым вопросам и глобальной безопасности, в непосредственном подчинении генеральному директору Стиву Джобсу. Сьюэлл является членом исполнительной команды компании и отвечает за все юридические вопросы, в том числе корпоративного управления, интеллектуальной собственности, судебных и ценных бумаг, соблюдения глобальной безопасности и конфиденциальности.
В октябре 2017 года стало известно, что Брюс Сьюэлл в конце 2017 года покидает должность главного юридического советника Apple и уходит на пенсию.